# Taigete (stella)
Taigete (nota anche come 19 Tauri) è una stella binaria nella costellazione del Toro; si tratta di una delle componenti dell'ammasso aperto delle Pleiadi e giace ad una distanza di circa 440 anni luce da noi. Il suo nome proprio deriva dalla figura mitologica Taigete, una delle Pleiadi mitologiche.
Taigete (Taygeta) è il nome tradizionale del sistema, tuttavia nel 2016 la Unione Astronomica Internazionale organizzò un Gruppo di lavoro sui nome delle stelle per standardizzare e catalogare i nomi propri delle stelle, in inglese Working Group on Star Names (WGSN) e il 21 agosto approvò il nome proprio alla componente principale del sistema, 19 Tauri Aa.

## Caratteristiche
La componente primaria, Taigete A, è una stella azzurra di classe spettrale B subgigante, con una magnitudine apparente pari a 4,30; in realtà si tratta di un sistema binario spettroscopico le cui componenti sono di magnitudine 4,6 e 6,1. La loro separazione è di 0,012 secondi d'arco e il periodo orbitale si aggira sui 1313 giorni. Esiste anche una terza compagna, Taigete B, più distante, di ottava magnitudine e separata da 69 secondo d'arco.